# CPIE Bocage de l'Avesnois
Le CPIE Bocage de l'Avesnois est une association du réseau des CPIE, centres permanents d'initiatives pour l'environnement qui a existé jusqu'en 2017. Elle mène des actions en protection de la nature, en éducation à l'environnement et accompagne les acteurs du territoire dans leurs démarches de développement durable.

## Histoire de l'association
En 1991, une trentaine de personnes décident de créer l'association Nord Nature Bavaisis en réaction à un remembrement.
L'association a alors commencé par mener des actions d'initiation à l'environnement (sorties guidées, animations auprès de scolaires...).
En 2004, son travail ayant été reconnu par l’État (Direction régionale de l'environnement, de l'aménagement et du logement), le Conseil général du Nord et le Conseil régional du Nord-Pas-de-Calais-Picardie, elle a obtenu le label CPIE, devenant ainsi le CPIE Bocage de l'Avesnois.
Depuis sa création, l'association est partenaire du Parc naturel régional de l'Avesnois.
En 2014, plus de 150 adhérents et 10 salariés composent l'association.

## Activités de l'association
Conformément à son projet associatif, le CPIE Bocage de l'Avesnois développe des actions selon les trois objectifs stratégiques suivants :
- connaître l'environnement pour le protéger ;
- développer les comportements éco-citoyens et encourager leur passage à l'action ;
- accompagner les acteurs du territoire.

En 2014, son projet « Permettre à tout habitant de devenir un acteur engagé pour la biodiversité » a été récompensé par le Ministère de l’Écologie dans le cadre de la Stratégie nationale pour la biodiversité.       Il s'agit d'un programme d’actions triennal visant à permettre à tout habitant du territoire de devenir actif dans la connaissance et la protection de la biodiversité, voire de devenir un acteur engagé.

### Connaître l'environnement pour le protéger

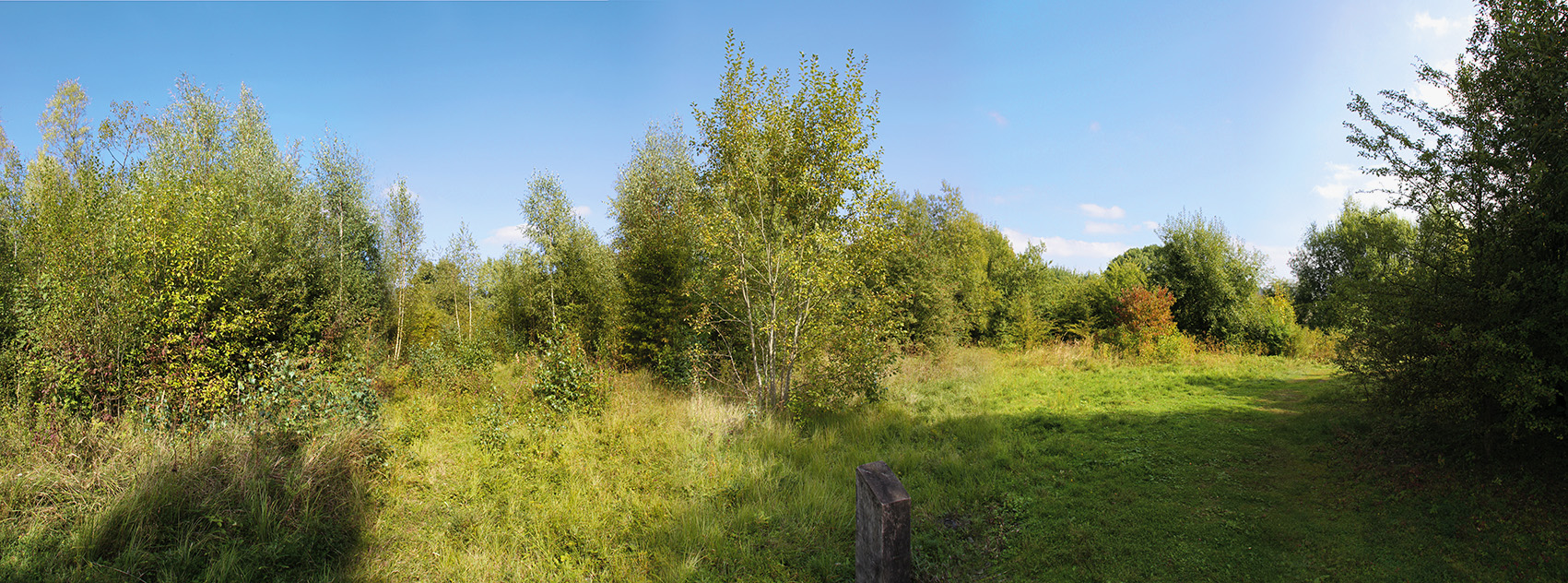
Vue panoramique de la réserve possédée et gérée par le CPIE Bocage de l'Avesnois

Le CPIE Bocage de l'Avesnois est agréé au titre du code de l'environnement, article L-141-1.
L'association est propriétaire et gestionnaire de la Réserve naturelle régionale de la carrière des Nerviens classée le 25 mai 2009 par une délibération du Conseil Régional Nord-Pas-de-Calais. Dans le cadre du plan de gestion, chaque année des suivis naturalistes et des chantiers nature sont réalisés. Un comité de gestion réunissant l’ensemble des acteurs du territoire concernés par la réserve est également organisé.
Le CPIE Bocage de l'Avesnois a notamment mis en place un inventaire participatif des plantes des moissons, donnant lieu à la rédaction d'un atlas.
Depuis 2007, le CPIE  en partenariat avec le Conservatoire botanique national de Bailleul et le laboratoire de biologie végétale de l'Université Lille 1 un suivi de deux plantes patrimoniales de l’Avesnois, la Jonquille sauvage et la Gagée à spathe. L’objectif de ces suivis est d’améliorer les connaissances sur leur écologie afin de mieux les protéger.

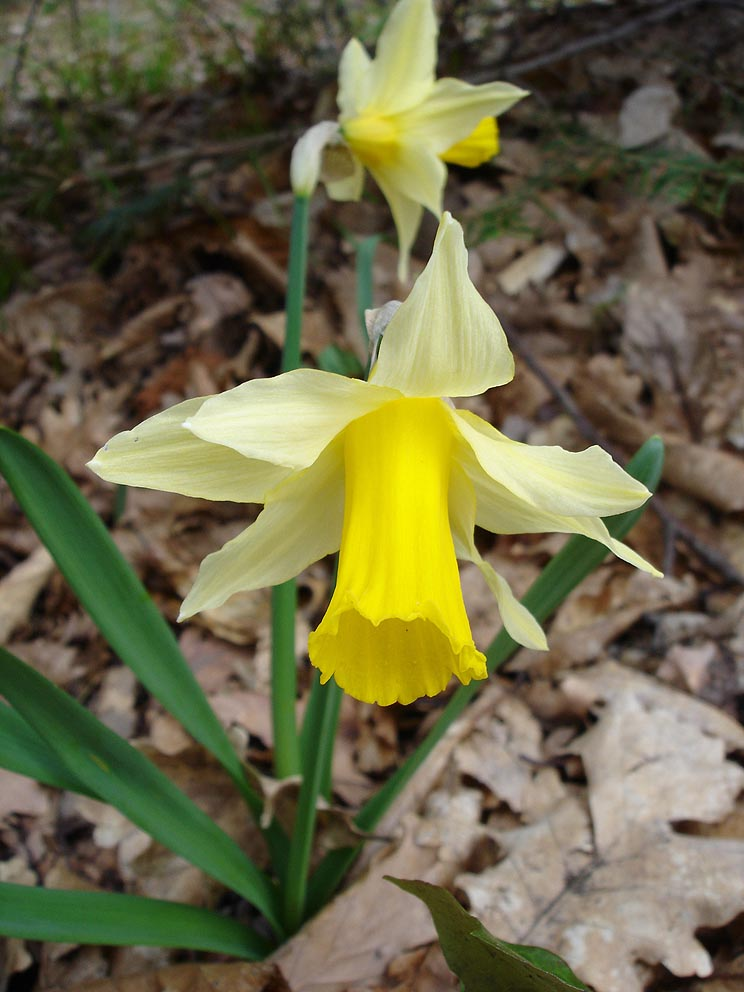
La Jonquille
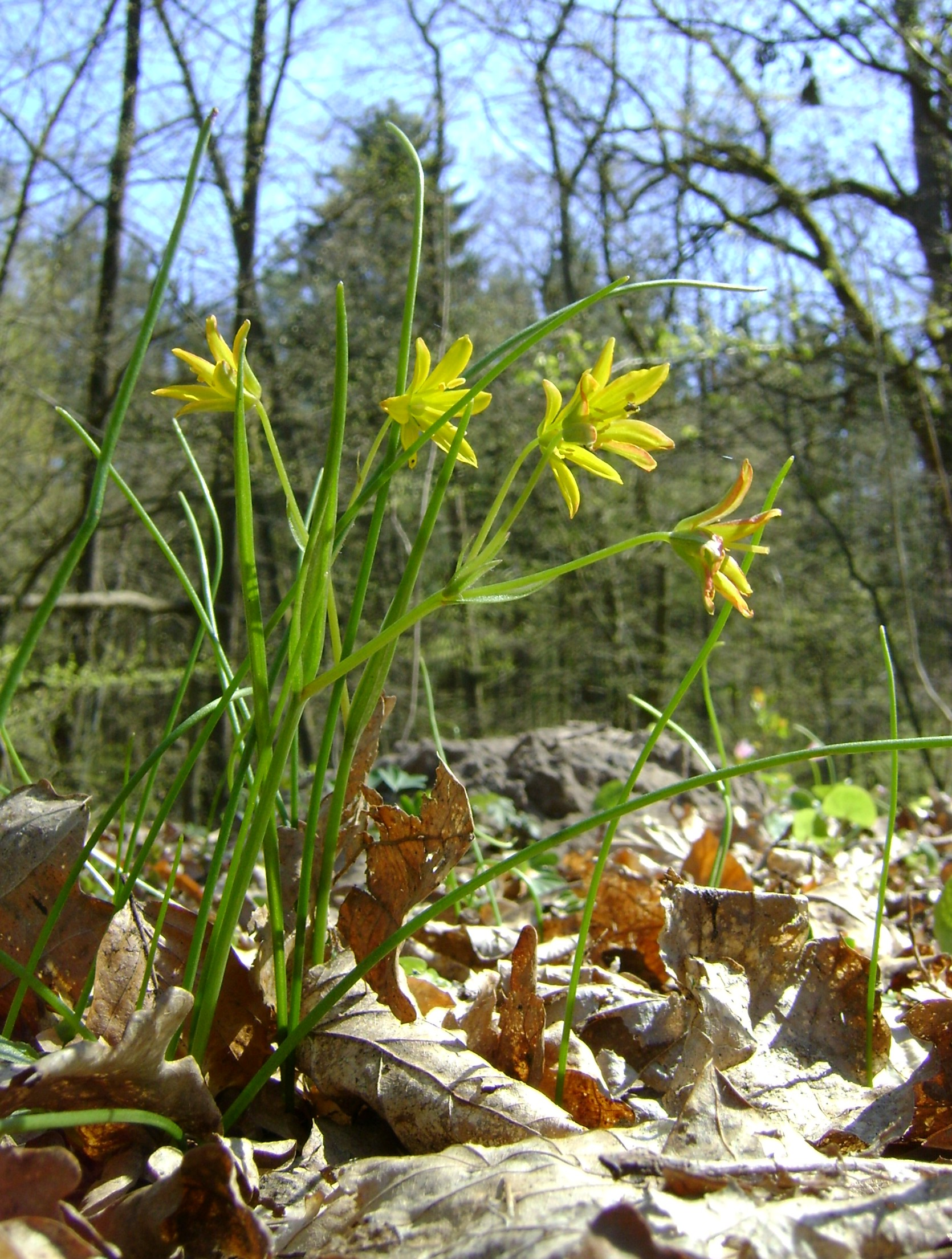
La Gagée à spathe
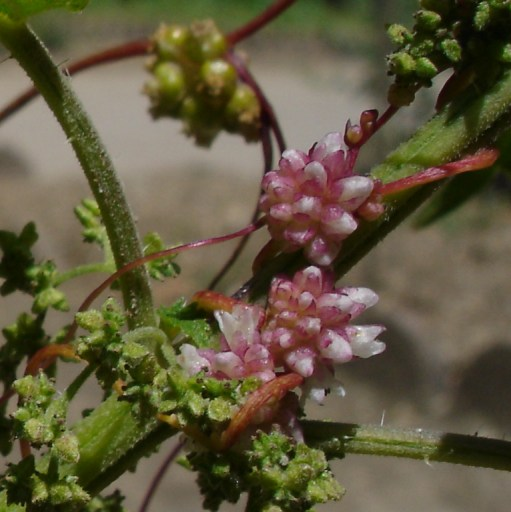
La Cuscute d'Europe

Le CPIE Bocage de l’Avesnois réalise également des suivis d’espèces patrimoniales, comme celui du Lérot (en partenariat avec le Groupe ornithologique et naturaliste du Nord-Pas-de-Calais), et la Cuscute d'Europe, plante exceptionnellement rare à l’échelle régionale.
Il est partenaire d'un micro-projet interreg, Transnatha, avec Natagora et Réserves naturelles RNOB portant sur la gestion des milieux naturels.

### Développer les comportements éco-citoyens et encourager le passage à l'action
Le CPIE Bocage de l'Avesnois participe activement à la sensibilisation, la formation du grand public et des enfants lors de ses activités. Il propose aux personnes de se former pour devenir des citoyens responsables et attachés à l’environnement qui les entoure et de participer elles-mêmes à la diffusion d’informations autour d’elles.
Pour les enfants, il anime des classes vertes ou le club passionature.

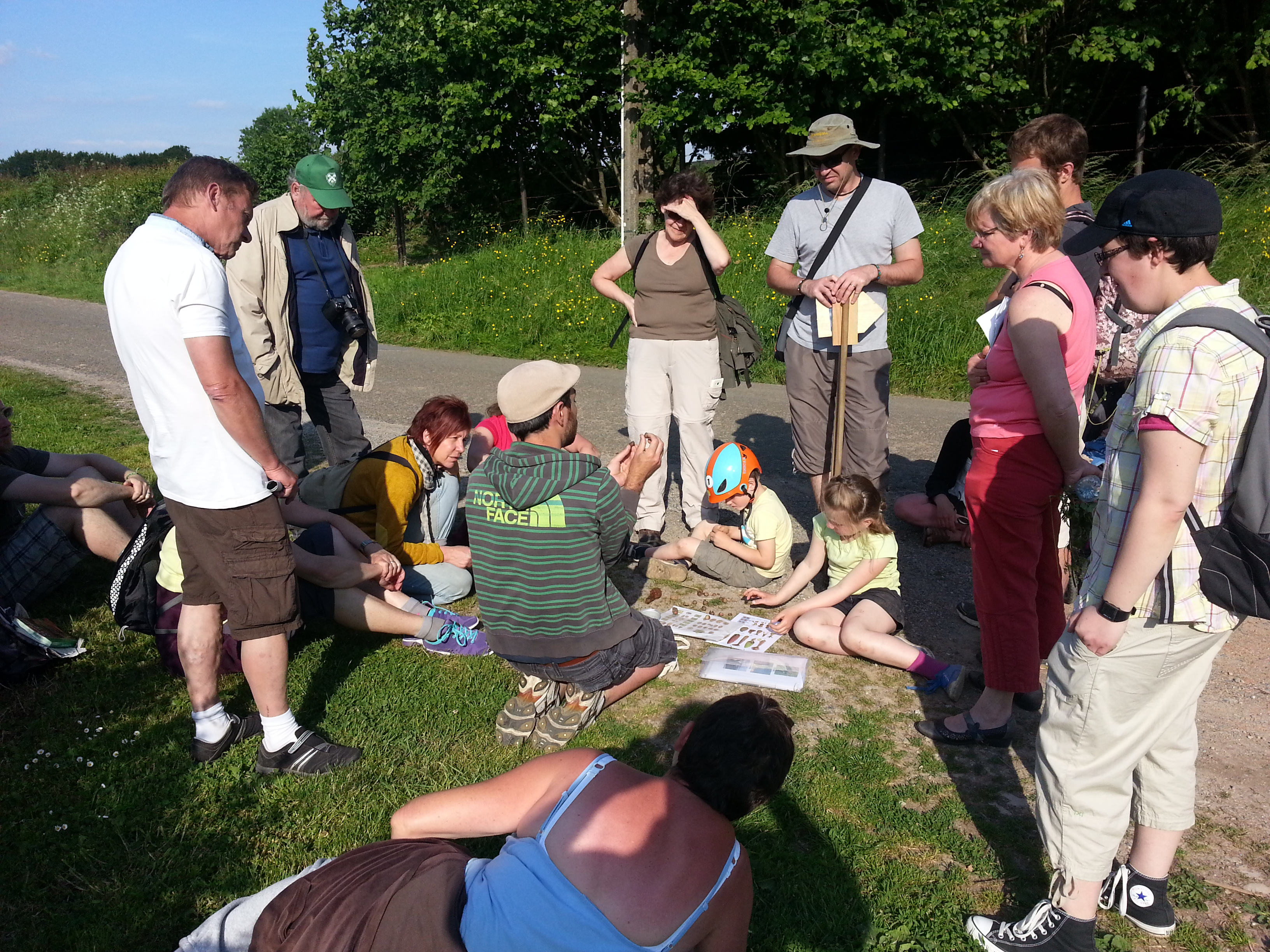
Animation traces et empreintes lors de la balade bocagère à Saint-Aubin le 7 juin 2015

Pour le grand public, il met en place des formations diverses,, des sorties guidées,,, des ateliers participatifs… Il crée des circuits de découverte.
L'association possède un fonds documentaire sur la nature, l'environnement et le patrimoine local.
Le CPIE Bocage de l'Avesnois a créé le jeu en ligne gratuit Aventure au fil de l'eau permettant aux enfants de réaliser des épreuves de vitesse, des jeux de réflexion, des expériences pour comprendre la fonctionnement de la rivière et découvrir sa faune, sa flore, son écologie, les menaces qui pèsent sur elle et les remédiations.

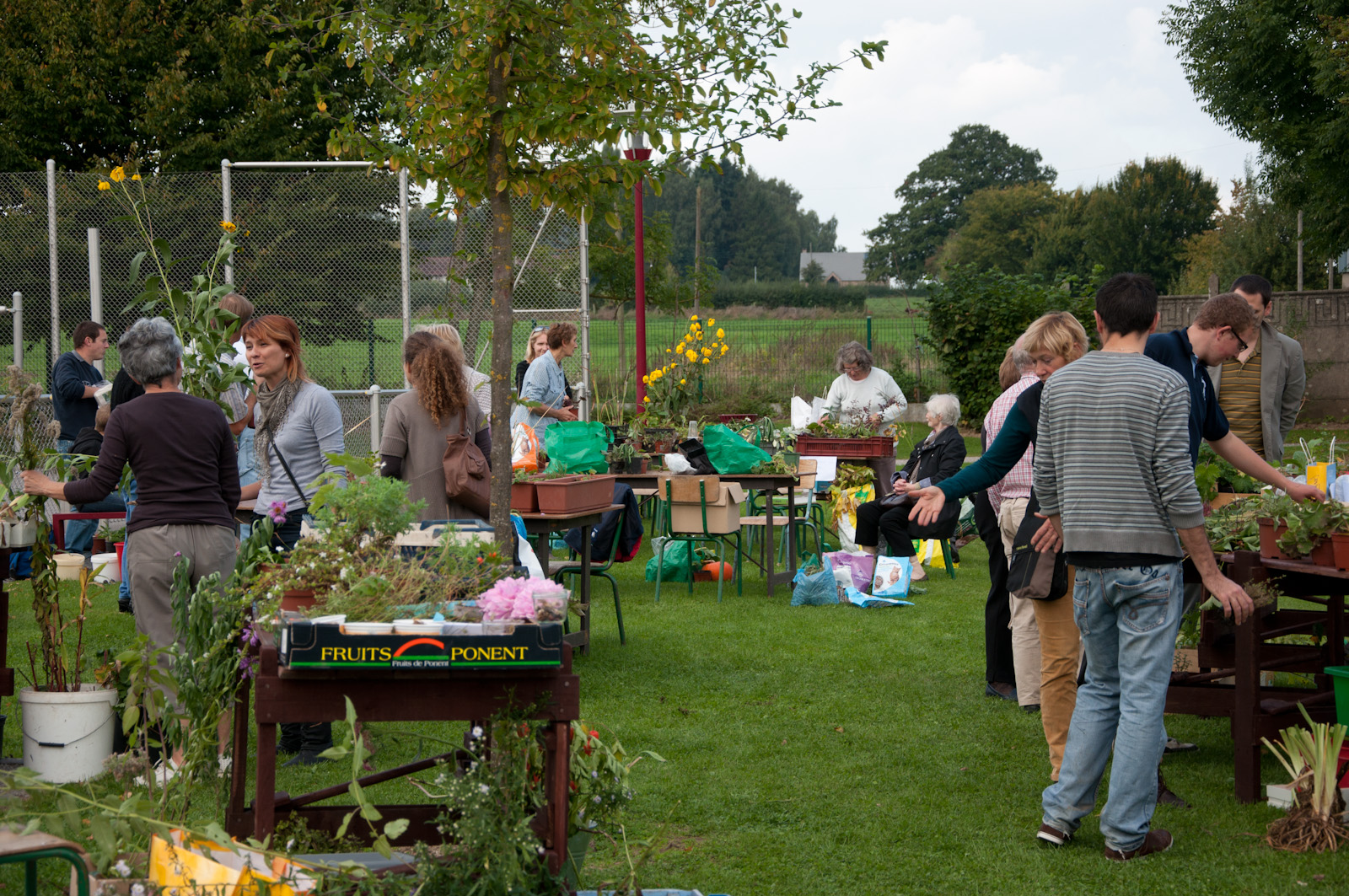
Troc aux plantes organisé par l'association à Taisnières-sur-Hon.

Le CPIE Bocage de l'Avesnois pilote au niveau régional la campagne "Quelle nature chez vous ?"  conseillant le public pour qu'il accueille la nature chez lui. Pour cela, il a également créé le site internet "Le jardin au naturel". Il développe un wikibook sur le jardin au naturel. Il organise deux fois par an un troc aux plantes.
Il est l'un des animateurs du programme "Un dragon dans mon jardin " mené en partenariat avec le Muséum national d'Histoire Naturelle.
Il est l'un des partenaires du micro-projet interreg STAR d'inventaire des Savoirs Traditionnels À Redécouvrir en Thiérache, avec l'Aquascope Virelles et le CPIE des Pays de l'Aisne.
Il est référencé comme « pôle régional d'écocitoyenneté ».
Depuis 2011, une barrière à amphibiens est mise en place à Bersillies par des bénévoles et depuis 2013 à Gognies-Chaussée, en partenariat avec Natagora.
Le CPIE Bocage de l'Avesnois sensibilise également le grand public ou les artisans à l'éco-rénovation.

### Accompagner les acteurs du territoire
L'association accompagne divers acteurs (communes, communautés de communes, entreprises) pour que leurs actions soient conformes aux principes du développement durable : agenda 21, plan de gestion différenciée...
Depuis 2011, le CPIE Bocage de l'Avesnois accompagne les communes dans la réalisation de leur plan communal de sauvegarde et de leur dossier d'information communal sur les risques majeurs. Il sensibilise des enfants sur les risques majeurs et aide l'équipe éducative à réaliser le plan particulier de mise en sécurité des établissements scolaires.
En 2016, l'association aide la communauté de communes du Pays de Mormal à développer sa communauté amie des aînés.